# 派大星秀
《派大星秀》（英語：The Patrick Star Show）為動畫《海綿寶寶》的衍生節目。是由盧卡·布魯克希爾、馬克·切卡雷利、安德魯·古德曼、卡茲、勞倫斯先生和文森特·沃勒製作的美国喜剧动画片，于2021年7月9日在尼克兒童頻道首播。主要讲述派大星和他的家人主持一个脱口秀节目。2022年3月，該系列製作了第二季，派大星有一名表姐其名派大珊，中文配音由臺灣人李芝嫺配音，據本人所述會接下配音工作乃是因為本人樣貌和派大珊相似。

## 前情提要
派大星在家人的支持下，派大星在家中舉辦了自己的脫口秀節目。

## 角色
- 派大星（Patrick Star）[1]，配音：英→比爾·法格巴克、台→符爽，《派大星秀》的主持人
- 派大星爸（Cecil Star），配音：英→湯姆·威爾遜、台→宋克軍，派大星的父親，在比奇堡航天局工作，並擔任清潔人員
- 派大星媽（Bunny Star），配音：英→克里·桑莫（英语：Cree Summer）、台→劉如蘋，派大星的母親，在比奇堡監獄工作，並擔任接待員
- 魷魚妹（Squidina Star），配音：英→吉爾·塔利（英语：Jill Talley）台→謝寧，派大星的義妹，幫助製作了《派大星秀》
- 派大爺（GrandPat Star），配音：英→達那·斯奈德（英语：Dana Snyder）、台→曹冀魯，派大星的祖父，派大星爸的父親，他是家族中最聰明的成員，並使用電動代步車作為他的交通工具
- 阿刺（Ouchie）[2]，配音：湯姆·肯尼，星家的寵物海膽。
- 叮咚（Tinkle）[3]，配音：迪·布拉德利·貝克（英语：Dee Bradley Baker），一個有生命的馬桶，是星家的另一隻寵物，具有感知力和獸性。
- 章魚老婆婆（Grandma Tentacles），配音：英→克里·桑莫（英语：Cree Summer）、台→劉如蘋，星家的鄰居，也是章魚哥的奶奶

原始系列中的角色——包括海綿寶寶、章魚哥、珊迪·奇可、蟹老闆、珍珍和皮老闆—出現在客串角色中。

## 製作
2020年8月10日，宣佈《海綿寶寶》將繼《珊瑚營：海綿寶寶的那些年》之後，宣布製作第二部衍生劇集，該系列的焦點將放在派大星（Patrick Star）上。2021年3月，尼克兒童頻道宣布製作了13集，該系列將於2021年夏季上映。2021年5月31日，該系列宣佈將於2021年7月首播，並發布了該系列的第一部預告片。2021年6月17日，該劇宣布將於2021年7月9日首播。
根據節目主持人馬克·切卡雷利的說法，《派大星秀》的編劇們扭曲了原版《海綿寶寶》宇宙的規則，以允許更多的創作自由。切卡雷利解釋說：“我們真的試圖做任何我們想做的事情......我們經常搞砸佳能（原版系列的連續性）。我不知道是否有人知道這一點，但我們並不僅僅為了本身而真正尊重佳能。”編劇們還致力於“旁敲侧击”敘事結構，这“使他们能够更加超现实和随意怪异地做出他们所做的各种事情。」
2021年8月11日，尼克兒童頻道宣布该系列增订了13集，使该系列的制作量达到26集。2022年3月21日，宣布为该系列製作了第二季。
2022年7月21日，宣布推出《海綿寶寶宇宙大震撼》跨界特輯，包括《海綿寶寶》系列和衍生劇集《派大星秀》。《海綿寶寶之潮間魔帶》是《暮光之城系列》的惡搞版。最初定於2022年11月25日在尼克兒童頻道首映，後來被延期並重新安排在2023年1月13日上映。

## 各話列表
| 話數 | 標題                              | 動畫導演                      | 編劇                                      | 劇本導演                                                                     | 代碼 | 美國首播收視率 | 首播日期       |
| --- | --------------------------------- | ----------------------------- | ----------------------------------------- | ---------------------------------------------------------------------------- | ---- | -------------- | -------------- |
| 1(上) | 我要吃早餐 （）                   | 蜜雪兒·布萊恩                 | 卡茲                                      | 肯尼·皮滕格 戴夫·坎寧安                                                      | 101A | 0.65           | 2021年7月9日   |
| 派大星在錯過早餐後嘗試在自己節目中製作早餐。 |                                   |                               |                                           |                                                                              |      |                |                |
| 1(下) | 工作好重要 （）                   | 安德魯·奧弗姆                 | 盧卡·布魯克希爾                           | 弗雷德·奧斯蒙德 謝姆·考亨                                                    | 101B | 0.65           | 2021年7月9日   |
| 派大星和海綿寶寶嘗試各種不同的工作。與此同時，章魚哥試圖收取派大星爸的報費。 |                                   |                               |                                           |                                                                              |      |                |                |
| 2(上) | 好有愛募款秀 （）                 | 蜜雪兒·布萊恩                 | 卡茲                                      | 弗雷德·奧斯蒙德 傑夫·戴甘迪                                                  | 103B | 0.44           | 2021年7月16日  |
| 派大星和魷魚妹為“不會跳舞的蝸牛”舉辦了一場電視節目，因為海綿寶寶無法教小蝸跳舞。由於珊迪在不同的發明上都失敗了，章魚哥在電視節目接電話時成為不同笑話名稱的受害者，而爺爺參與了由帕奇珀金斯報導的冒險行為。最後珊迪使用所發明的踢踏舞喷霧噴在小蝸的腹足下，終於小蝸很會跳舞了。因此，派大星、海綿寶寶、珊迪跟所有民眾們非常開心的哈哈大笑，並試圖害章魚哥氣得火冒三丈、尖酸刻薄，章魚哥很討厭騷擾執行者隨便亂打電話，屢屢失敗。                                                                        |                                   |                               |                                           |                                                                              |      |                |                |
| 2(下) | 失蹤在沙發裡 （）                 | 安德魯·奧弗姆                 | 安德魯·古德曼                             | 萊恩·克萊默 謝姆·考亨                                                        | 103A | 0.44           | 2021年7月16日  |
| 派大星在尋找他的電視遙控器時，潛入沙發深處。當派大星走進沙發後，魷魚妹就召集她的家人和朋友進入沙發尋找派大星。 |                                   |                               |                                           |                                                                              |      |                |                |
| 3(上) | 樓梯對峙戰 （）                   | 艾倫·史莫特                   | 道格·勞倫斯                               | 皮耶羅·皮露索 傑夫·戴甘迪                                                    | 102A | 0.47           | 2021年7月23日  |
| 派大星上樓去拿一個高爾夫球桿，用於他的細分市場，其中包括微型高爾夫球桿，而爺爺下樓去使用樓下的浴室，因為派大爺討厭樓上的浴室，因為馬桶叮噹會生氣。他們試圖越過對方，這很快導致派大星爸、魷魚妹和其他平民不得不選擇立場。 |                                   |                               |                                           |                                                                              |      |                |                |
| 3(下) | 加油！轉輪！(敵人就在你身邊) （） | 蜜雪兒·布萊恩                 | 安德魯·古德曼                             | 布萊恩·莫朗特 麥可·道格堤 戴夫·坎寧安                                        | 102B | 0.47           | 2021年7月23日  |
| 派大星很想要冰淇淋，但在無法從輪盤中輪到合適的節目主題後，他開始在比奇堡追逐賣冰淇淋的人，這促使魷魚妹主持了一場關於敵人的節目。她向家人詢問他們的競爭情況，例如派大星媽處理有缺陷的烤麵包機和派大爺因時間為敵而砸壞時鐘。還有一部關於阿刺與海兔紅眼(Pinkeye the Sea Bunny)騎乘火箭的自然紀錄片。 |                                   |                               |                                           |                                                                              |      |                |                |
| 4 | 海星家鬧鬼記 （）                 | 蜜雪兒·布萊恩                 | 道格·勞倫斯                               | 布萊恩·莫朗特 謝姆·考亨                                                      | 107A | 0.40           | 2021年7月30日  |
| 派大星將派大星爸誤認為是鬼魂，並在“躲貓貓”片段中使用這種材料來向人們展示鬼魂。在這個錯誤和鬼屋是為富人準備的事實之後，魷魚妹從飛行荷蘭人經營訂購鬼魂。魷魚妹就得到了兩個不擅長嚇人的鬼魂，就把兩個不擅長的鬼魂打扮成小丑，並互笑對方，就從鬼魂變成無說八道兄弟，也讓派大爺想起早期無說八道兄弟對派大爺借錢卻沒還錢。與此同時，章魚哥試圖讓派大星爸支付他的報費。 |                                   |                               |                                           |                                                                              |      |                |                |
| 5 | 魷魚妹的小幫手 （）               | 安德魯·奧弗姆                 | 安德魯·古德曼                             | 弗雷德·奧斯蒙德 傑夫·戴甘迪                                                  | 105A | 0.48           | 2021年8月6日   |
| 魷魚妹因擔任《派大星秀》製作人而不知所措，並聘請了一位名叫紅蟹阿弟(Fentin Finkle)的實習生來幫助魷魚妹製作《派大星秀》。然而，紅蟹阿弟偷走了所有的家具和設備，並製作《紅蟹阿姐秀》，派大星、派大星爸、派大星媽、魷魚妹跟派大爺要把他們找回來去紅蟹阿弟家搶回所有的家具和設備，結果失敗。其實，海星家族非常哈哈大笑的看《紅蟹阿姐秀》，但是魷魚妹完全無奈的失去《派大星秀》的所有家具和設備，而被紅蟹阿弟所害，因此派大星完全無法接受，最後他派出馬桶叮噹來教訓紅蟹阿姐阿弟，終於他跟魷魚妹所哈哈大笑。 |                                   |                               |                                           |                                                                              |      |                |                |
| 6 | 靈鼻大獵遊 （）                   | 蜜雪兒·布萊恩                 | 盧卡·布魯克希爾                           | 宙斯·塞瓦斯 戴夫·坎寧安                                                      | 105B | 0.35           | 2021年8月13日  |
| 派大星在主持《派大星秀》時，派大星讀到了故事“Downtown Patty(城市蟹堡)”，這時派大星發現一種奇怪的怪味影響了他的表演。派大星和魷魚妹舉辦了“Patrick's Stench Safari(靈鼻大獵遊)”，目的是尋找氣味的來源，同時使用不同的鼻子在他們的房子和章魚老婆婆的房子裡尋找氣味。 |                                   |                               |                                           |                                                                              |      |                |                |
| 7 | 不給糖就搗蛋 （）                 | 蜜雪兒·布萊恩 安德魯·奧弗姆   | 安德魯·奧弗姆                             | 布萊恩·莫朗特 戴夫·坎寧安 傑夫·戴甘迪                                        | 108  | 0.51           | 2021年10月22日 |
| 萬聖節到了，派大星和魷魚妹去玩“不給糖就搗蛋”的遊戲，希望能得到很多醣果。為此，他們去了一些最恐怖、最瘋狂的房子。 |                                   |                               |                                           |                                                                              |      |                |                |
| 8 | 加油城享樂記 （）                 | 安德魯·奧弗姆                 | 道格·勞倫斯                               | 大衛·蓋梅爾 謝姆·考亨                                                        | 106A | 0.45           | 2021年10月29日 |
| 派大星一家和叮咚前往每年最喜歡的《闔家歡樂旅遊》，今年的度假勝地是《加油城》，那裡只是一個加油站/洗車場/車庫。在此期間，他們會造成很大的損害，因為他們會舉辦泳池派對和無限使用微波爐等活動。加油城的老闆想要趕走造成破壞的海星家族，但每一次嘗試都以《顧客永遠是對的》的方式出錯。其實海星家族非常調皮搗蛋的對加油城的老闆說廢話都完全聽不懂、雞同鴨講。 |                                   |                               |                                           |                                                                              |      |                |                |
| 9 | 派大星媽大冒險 （）               | 蜜雪兒·布萊恩                 | 卡茲                                      | 布萊恩·莫朗特 傑夫·戴甘迪                                                    | 106B | 0.49           | 2021年11月5日  |
| 派大星一家打掃時，派大星媽決定進入派大星的時旅櫃，最終以遊戲般的模仿方式進行了一場大冒險。她現在必須在《闔家歡樂電影夜》之前擊敗邪惡的塵魔。 |                                   |                               |                                           |                                                                              |      |                |                |
| 10 | 爺爺的寶貝 （）                   | 安德魯·奧弗姆                 | 道格·勞倫斯                               | 皮耶羅·皮露索 戴夫·坎寧安                                                    | 104  | 0.32           | 2021年11月19日 |
| 海星家族庭院舊物特賣會將派大爺從在古潟湖釣魚的夢想中喚醒。他發現家裡的其他人已經拿走了他的無價之寶並正在出售它們。由於他的家人認為派大爺的所有東西都是舊廢物，派大爺表示，每件東西都代表著他的珍貴回憶，就像他在古羅馬扮演小丑時的新奇拇指，一把來自中世紀的鉗子。他是一名牙醫，負責照顧佩德娜公主的寵物海龍布茨先生；他是一名來自舊西部的吸塵器推銷員，他將其賣給了蟹老闆先生的探礦者祖先；還有派大爺在未來世界擔任小丑時購買了這款來自未來的機器。最後，有一個養雞農場的廣告。                      |                                   |                               |                                           |                                                                              |      |                |                |
| 11 | 好棒棒聖誕禮物 （）               | 蜜雪兒·布萊恩                 | 道格·勞倫斯                               | 弗雷德·奧斯蒙德 戴夫·坎寧安                                                  | 110A | 0.42           | 2021年12月3日  |
| 平安夜，派大星的家人告訴他需要買更好的聖誕禮物給他們。因此，他利用自己的時旅櫃，透過偷別人的物品，給派大星爸買了一把電動刮鬍刀，給派大爺買了鳥蛋，給派大星媽買了一個刺青，給魷魚妹買了一隻新寵物。當這些人想要他們回來時，麻煩就會隨之而來。 |                                   |                               |                                           |                                                                              |      |                |                |
| 12 | 誰是大男孩 （）                   | 蜜雪兒·布萊恩                 | 道格·勞倫斯                               | 弗雷德·奧斯蒙德 謝姆·考亨                                                    | 107B | 0.40           | 2022年3月4日   |
| 在節目中表演打碎水果片段時，因水果缺貨不足，派大星回到1940年代去獲取更多水果。然而，他受到了海核彈輻射照射。第二天，他開始變得越來越大，魷魚妹認為派大星越大，表演就會越好。然而，當派大星開始在遊行中製造太多麻煩並且軍隊被叫來時，事實證明她錯了，並將砲彈偽裝成熱狗，讓派大星吃下肚，最後，派大星縮小了（縮小到變成與皮老闆相同的的身高）。 |                                   |                               |                                           |                                                                              |      |                |                |
| 13 | 好傳統嘉年華會 （）               | 蜜雪兒·布萊恩                 | 卡茲                                      | 肯尼·皮滕格 謝姆·考亨                                                        | 110B | 0.43           | 2022年3月11日  |
| 派大星和魷魚妹被要求舉行家族傳統儀式以紀念他們的傳統嘉年華會根源。與此同時，派大爺因幾個世紀前輸給海蒼蠅而尋求復仇。 |                                   |                               |                                           |                                                                              |      |                |                |
| 14 | 星爸體內探險記 （）               | 安德魯·奧弗姆                 | 卡茲                                      | 皮耶羅·皮露索 謝姆·考亨                                                      | 109A | 0.51           | 2022年3月18日  |
| 15 | 野外求生歷險記 （）               | 蜜雪兒·布萊恩                 | 安德魯·古德曼                             | 宙斯·塞瓦斯 傑夫·戴甘迪                                                      | 109B | 0.43           | 2022年3月25日  |
| 16 | 魔魟的炸彈 （）                   | 安德魯·奧弗姆                 | 盧卡·布魯克希爾                           | 弗雷德·奧斯蒙德 戴夫·坎寧安                                                  | 111A | 0.37           | 2022年4月1日   |
| 17 | 派大星秀托兒所 （）               | N/A                           | 盧卡·布魯克希爾                           | 宙斯·塞瓦斯 傑夫·戴甘迪                                                      | 111B | 0.37           | 2022年4月8日   |
| 18 | 珍珍成名記 （）                   | 蜜雪兒·布萊恩                 | 安德魯·古德曼                             | 宙斯·塞瓦斯 謝姆·考亨                                                        | 112A | 0.34           | 2022年4月15日  |
| 19(上) | 海星動動新聞 （）                 | 蜜雪兒·布萊恩                 | 盧卡·布魯克希爾                           | 宙斯·塞瓦斯 謝姆·考亨                                                        | 113A | 0.29           | 2022年7月22日  |
| 19(下) | 歡樂季中大結局 （）               | 安德魯·奧弗姆                 | 道格·勞倫斯                               | 弗雷德·奧斯蒙德 戴夫·坎寧安                                                  | 113B | 0.29           | 2022年7月22日  |
| 20 | 一咪咪小小海星 （）               | N/A                           | 道格·勞倫斯                               | 弗雷德·奧斯蒙德 伊恩·巴斯克斯                                                | 114A | 0.31           | 2023年1月13日  |
| 21 | 不太神奇流浪記 （）               | 蜜雪兒·布萊恩                 | 道格·勞倫斯                               | 丹·貝克爾 伊恩·巴斯克斯                                                      | 115A | 0.19           | 2023年2月10日  |
| 22 | 代班主持鬧場記 （）               | 安德魯·奧弗姆                 | 卡茲                                      | 宙斯·塞瓦斯 戴夫·坎寧安                                                      | 115B | 0.25           | 2023年2月17日  |
| 23 | 快快還錢來 （）                   | 蜜雪兒·布萊恩                 | 道格·勞倫斯                               | 弗雷德·奧斯蒙德 謝姆·考亨                                                    | 116A | 0.27           | 2023年2月24日  |
| 24 | 把家找回來 （）                   | 蜜雪兒·布萊恩                 | 盧卡·布魯克希爾                           | 丹·貝克爾 伊恩·巴斯克斯                                                      | 116B | 0.21           | 2023年3月3日   |
| 25 | 超級保母 （）                     | N/A                           | 卡茲                                      | 肯尼·皮滕格 傑夫·戴甘迪                                                      | 112B | 0.15           | 2023年4月10日  |
| 26 | 壞壞大星壞壞 （）                 | 蜜雪兒·布萊恩                 | 安德魯·古德曼                             | 弗雷德·奧斯蒙德 謝姆·考亨                                                    | 114B | 0.18           | 2023年4月11日  |
| 27 | 流口水阿呆 （）                   | 安德魯·奧弗姆                 | 丹尼·喬瓦尼                               | 艾迪·特里格羅斯 戴夫·坎寧安                                                  | 117A | 0.14           | 2023年4月12日  |
| 28 | 派大星的珍禽異獸秀 （）           | 蜜雪兒·布萊恩                 | 卡茲                                      | 宙斯·塞瓦斯 謝姆·考亨                                                        | 117B | 0.15           | 2023年4月13日  |
| 29 | 派大星亂闖時空記 （）             | 肖恩·登普塞                   | 狄倫·柏茲 雅各·弗萊舍 安迪·貢薩爾維斯     | 安迪·貢薩爾維斯 狄倫·柏茲 布雷特·瓦倫                                        | 118A | 0.23           | 2023年4月17日  |
| 30 | 星爸星媽太空歷險記 （）           | 肖恩·登普塞                   | 卡茲 加布·德爾·瓦萊 麥可·佩倫斯基         | 加布·德爾·瓦萊 麥可·佩倫斯基 馬克斯韋爾·阿湯姆斯 鮑勃·坎普                   | 118B | 0.16           | 2023年4月18日  |
| 31 | 家政女王 （）                     | 艾力克斯·科納威 安德魯·奧弗姆 | 雅各·弗萊舍 佐伊·莫斯 諾拉·米克           | 佐伊·莫斯 諾拉·米克 布雷特·瓦倫                                              | 119A | 0.15           | 2023年4月19日  |
| 32 | 玩太嗨 （）                       | 肖恩·登普塞                   | 卡茲 查理·傑克森 艾倫·張                  | 查理·傑克森 艾倫·張 馬克斯韋爾·阿湯姆斯 鮑勃·坎普                            | 119B | 0.19           | 2023年4月20日  |
| 33 | 派大爺小時候 （）                 | N/A                           | 雅各·弗萊舍 安迪·貢薩爾維斯               | 安迪·貢薩爾維斯 布雷特·瓦倫                                                  | 120A | 0.20           | 2023年4月24日  |
| 34 | 原始派大星秀 （）                 | 肖恩·登普塞 安德魯·奧弗姆     | 卡茲 加布·德爾·瓦萊 麥可·佩倫斯基         | 加布·德爾·瓦萊 麥可·佩倫斯基 馬克斯韋爾·阿湯姆斯 鮑勃·坎普 蒂姆·普倫德加斯特 | 120B | 0.29           | 2023年4月25日  |
| 35 | 派大星秀廣告戰 （）               | 蜜雪兒·布萊恩 肖恩·登普塞     | 雅各·弗萊舍 佐伊·莫斯 諾拉·米克           | 佐伊·莫斯 諾拉·米克 布雷特·瓦倫                                              | 121A | 0.11           | 2023年4月26日  |
| 36 | 海神王舞會秀 （）                 | N/A                           | 卡茲 查理·傑克森 艾倫·張                  | 查理·傑克森 艾倫·張 鮑勃·坎普 蒂姆·普倫德加斯特                              | 121B | 0.16           | 2023年4月27日  |
| 37 | 星爸的酷鬍子寶庫 （）             | 艾力克斯·科納威               | 雅各·弗萊舍 安迪·貢薩爾維斯 米格斯·佩雷斯 | 安迪·貢薩爾維斯 米格斯·佩雷斯 布雷特·瓦倫                                    | 122A | 0.20           | 2023年5月1日   |
| 38 | 魔蘋果來做客 （）                 | 肖恩·登普塞                   | 卡茲 加布·德爾·瓦萊 麥可·澤倫斯基         | 加布·德爾·瓦萊 麥可·澤倫斯基 鮑勃·坎普 蒂姆·普倫德加斯特                     | 122B | 0.21           | 2023年5月2日   |
| 39 | 金海星獎頒獎秀 （）               | 艾力克斯·科納威               | 戴夫·坦南特 佐伊·莫斯 諾拉·米克           | 佐伊·莫斯 諾拉·米克 布雷特·瓦倫                                              | 123A | 0.22           | 2023年5月3日   |
| 40 | 跟著星機回老家 （）               | 艾力克斯·科納威               | 雅各·弗萊舍 查理·傑克森 史蒂芬·海爾采格   | 查理·傑克森 史蒂芬·海爾采格 鮑勃·坎普 蒂姆·普倫德加斯特                      | 123B | 0.17           | 2023年5月4日   |
| 41 | 就愛耍特技 （）                   | 肖恩·登普塞                   | 戴夫·坦南特 米格斯·佩雷斯                 | 米格斯·佩雷斯 布雷特·瓦倫                                                    | 124A | 0.20           | 2023年7月3日   |
| 42 | 內臟出走記 （）                   | 蜜雪兒·布萊恩 肖恩·登普塞     | 雅各·弗萊舍 加布·德爾·瓦萊 麥可·澤倫斯基  | 加布·德爾·瓦萊 麥可·澤倫斯基 鮑勃·坎普 蒂姆·普倫德加斯特                     | 124B | 0.13           | 2023年7月4日   |
| 43 | 愛家小女巫 （）                   | 艾力克斯·科納威               | 戴夫·坦南特 佐伊·莫斯 諾拉·米克           | 佐伊·莫斯 諾拉·米克 布雷特·瓦倫                                              | 125A | 0.17           | 2023年7月5日   |
| 44 | 爆紅大明星 （）                   | 肖恩·登普塞                   | 雅各·弗萊舍 查理·傑克森 史蒂芬·海爾采格   | 查理·傑克森 史蒂芬·海爾采格 鮑勃·坎普 蒂姆·普倫德加斯特                      | 125B | 0.17           | 2023年7月6日   |
| 45 | 泡泡魚評論秀 （）                 | 艾力克斯·科納威               | 戴夫·坦南特 安迪·貢薩爾維斯 米格斯·佩雷斯 | 安迪·貢薩爾維斯 米格斯·佩雷斯 布雷特·瓦倫                                    | 126A | 0.16           | 2023年7月24日  |
| 46 | 派大星大鬧監獄 （）               | 艾力克斯·科納威               | 雅各·弗萊舍 加布·德爾·瓦萊 麥可·澤倫斯基  | 加布·德爾·瓦萊 麥可·澤倫斯基 鮑勃·坎普 蒂姆·普倫德加斯特                     | 126B | 0.19           | 2023年7月25日  |
| 47 | 派大星秀第二季開播 （）           | 肖恩·登普塞                   | 戴夫·坦南特 佐伊·莫斯 諾拉·米克           | 諾拉·米克 蒂姆·普倫德加斯特                                                  | 201A | 0.17           | 2023年7月26日  |
| 48 | 主持秀 （）                       | 肖恩·登普塞                   | 雅各·弗萊舍 查理·傑克森 史蒂芬·海爾采格   | 史蒂芬·海爾采格 布雷特·瓦倫                                                  | 201B | 0.16           | 2023年7月27日  |
| 49 | 超級海星 （）                     | 艾力克斯·科納威               | 雅各·弗萊舍 安迪·貢薩爾維斯 米格斯·佩雷斯 | 安迪·貢薩爾維斯 米格斯·佩雷斯 鮑勃·坎普                                      | 202A | 0.13           | 2023年11月6日  |
| 50 | 博物館工作夜 （）                 | 肖恩·登普塞                   | 戴夫·坦南特 加布·德爾·瓦萊 麥可·澤倫斯基  | 麥可·澤倫斯基 蒂姆·普倫德加斯特                                              | 202B | 0.16           | 2023年11月7日  |
| 51 | 叮咚生寶寶 （）                   | 肖恩·登普塞                   | 雅各·弗萊舍 佐伊·莫斯 諾拉·米克           | 諾拉·米克 布雷特·瓦倫                                                        | 203A | 0.08           | 2023年11月8日  |
| 52 | 墓園一日遊 （）                   | 艾力克斯·科納威               | 戴夫·坦南特 查理·傑克森 史蒂芬·海爾采格   | 史蒂芬·海爾采格 鮑勃·坎普                                                    | 203B | 0.08           | 2023年11月9日  |
| 53 | 沙蔓朵之亂 （）                   | 肖恩·登普塞                   | 雅各·弗萊舍 安迪·貢薩爾維斯 米格斯·佩雷斯 | 米格斯·佩雷斯 蒂姆·普倫德加斯特                                              | 204A | 0.12           | 2023年11月13日 |
| 54 | 鄰居訪談記 （）                   | 艾力克斯·科納威               | 戴夫·坦南特 加布·德爾·瓦萊 麥可·澤倫斯基  | 麥可·澤倫斯基 布雷特·瓦倫                                                    | 204B | 0.14           | 2023年11月14日 |
| 55 | 電影院打工記 （）                 | 蜜雪兒·布萊恩 艾力克斯·科納威 | 戴夫·坦南特 佐伊·莫斯 諾拉·米克           | 諾拉·米克 鮑勃·坎普                                                          | 205A | 0.12           | 2023年11月15日 |
| 56 | 聰明科學博士 （）                 | 艾力克斯·科納威 肖恩·登普塞   | 雅各·弗萊舍 查理·傑克森 史蒂芬·海爾采格   | 史蒂芬·海爾采格 蒂姆·普倫德加斯特                                            | 205B | 0.10           | 2023年11月16日 |

## 評價
常識媒體給該劇打了四顆星，滿分五顆星，寫道：“海星的衍生劇非常有趣，有很多鬧劇暴力。” 